# 舟戸 (王寺町)
舟戸（ふなと）は、奈良県北葛城郡王寺町内の地名。 町の北部、大和川の左岸と近鉄田原本線に挟まれた地域。 住所表示では、舟戸1丁目 - 3丁目となる。
丘陵地にある住宅地である。

## 地理
王寺町の北東端に位置する。西側は国道25号が通り、西から順に1丁目・2丁目・3丁目となる。
東側の舟戸山と呼ばれる馬見丘陵の北端に位置する丘に向かうにつれ、標高が高くなっている。

### 交通
- 国道25号

### 地域内の主な施設・旧跡等
- 王寺町立王寺北小学校
- 舟戸神社